# Fairview Township (comté de Butler, Pennsylvanie)
Fairview Township est un township, situé dans le comté de Butler, aux États-Unis,. En 2010, il comptait une population de 2 080 habitants.

## Démographie
Lors du recensement de 2010, le township comptait une population de 2 023 habitants. Elle est estimée, en 2016, à 30 739 habitants.

### Source de la traduction
- (en) Cet article est partiellement ou en totalité issu de l’article de Wikipédia en anglais intitulé « Fairview Township, Butler County, Pennsylvania » (voir la liste des auteurs).